# DNáza

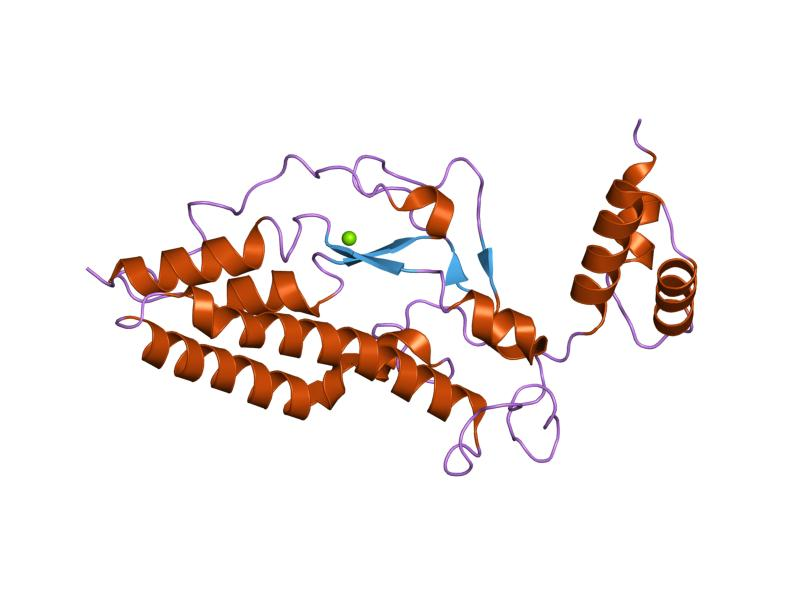
DNáza; tato je konkrétně schopná štěpit DNA na povel od kaspáz, tedy enzymů ovládajících apoptózu

DNáza čili deoxyribonukleáza je hydrolytický enzym (tedy hydroláza a konkrétně nukleáza), který je schopen štěpit molekuly deoxyribonukleové kyseliny (DNA) na malé oligonukleotidy nebo přímo jednotlivé deoxyribonukleotidy. Enzymaticky působí DNázy na fosfodiesterových vazbách mezi sousedícími deoxyribózami.
Zahrnují exodeoxyribonukleázy, které štěpí vlákno DNA pouze od kraje a endodeoxyribonukleázy, jež štěpí vlákno kdekoliv.